# Pyrasia
Pyrasia is een geslacht van vlinders uit de familie van de grasmotten (Crambidae), uit de onderfamilie van de Pyraustinae. De wetenschappelijke naam van dit geslacht is voor het eerst voorgesteld door M. O. Martin in een publicatie uit 1986.
Dit geslacht is monotypisch, dat wil zeggen dat het maar één soort heeft namelijk Pyrasia gutturalis (Staudinger, 1879) uit Turkije.